# Passy-lès-Paris
Passy-lès-Paris, avui dia abreujat a Passy, és una zona exclusiva a la ciutat de París, França. Es troba al 16è districte, a la riba dreta del Sena.

## Història
Passy-lès-Paris era una comuna de l'antic departament del Sena que fou annexionada a París l'any 1860. L'antic municipi estava adscrit a l'arrondissement de Saint-Denis.
Benjamin Franklin hi visqué durant nou anys durant la Revolució Americana quan Passy encara era un poblet separat. Hi instal·là una petita impremta per a imprimir fulletons i altres coses amb què mantenir el suport francès per la revolució. Ell l'anomenava la Passy Press. Entre altres coses, imprimia passaport, i fins i tot creà una font - "le Franklin". El 1782 imprimí un assaig anomenat "A Project for Perpetual Peace" (Projecte per una Pau Perpètua) en què explicava la ideologia per a mantenir una pau permanent a Europa. Proposava un consell governamental central amb representants de totes les nacions europees que resolgués les disputes internacionals.
Quan Franklin tornà a Amèrica el nou ambaixador estatunidenc a França Thomas Jefferson escrigué: "Quan se n'anà de Passy, fou com si el poblet hagués perdut el seu patriarca."

## Llocs d'interès
Hi ha una rue Benjamin Franklin i una square de Yorktown a prop del Trocadéro.
El carrer més animat de la zone és la rue de Passy, que va de la Muette a la Place du Costa-Rica, just darrere el Trocadéro.
El cementiri de Passy és el lloc on estan enterrats famosos com ara Pearl White, Edouard Manet, Berthe Morisot o Claude Debussy.